# Farah (provinshuvudstad)
Farah (persiska: Farāh, فراه, Pashto/persiska: فراه) är en provinshuvudstad huvudstad i provinsen Farah i Afghanistan. Den ligger i provinsen Farah, i den västra delen av landet, 700 km väster om huvudstaden Kabul. Farah ligger 662 meter över havet.
Staden har en befolkning på cirka 108.400, av vilka majoriteten är etniska Pashtuner. Pashtunerna utgör ungefär 90% av befolkningen, resterande del av befolkningen utgörs av Balucher och Tadzjiker. Farah Airport ligger i närheten. Området har ett varmt och halvtorrt klimat med varma somrar och kalla vintrar och betecknas med BSh i Köppens system.

## Historia
Citadellet i Farah är förmodligen en del av en serie fästningar uppförda av Alexander den store, staden var en strategisk länk mellan Herat, ytterligare en av Alexanders befästningar, och Kandahar. Under det partiska väldet hamnade Farah under satrapen i Aria och var en av satrapens viktigaste städerna. Under 400-talet var Farah en av de viktigaste städerna i den östra delen av det Sasanidiska riket. Regionen var historiskt en del av Khorasan-provinsen och kontrollerades av Tahiriderna följt av Saffariderna, Samaniderna, Ghaznaviderna, Ghuriderna, Ilkhanatet, Timuriderna, Khanatet i Bukhara och Safaviderna fram till början av 1700-talet, då det först blev en del av den afghanska riket Hotaki, följt av Durraniväldet. Islam introducerades i området under 600-talet.
Mujaheddin etablerade sig i området kring Farah 1979. De behöll sin närvaro i staden tills de tvingades ut 1982, då de istället etablerade ett starkt fäste på det närliggande berget Lor Koh, som de döpte om till Sharafat Koh.